# South Boston (Virgínia)
South Boston és una població dels Estats Units a l'estat de Virgínia. Segons el cens del 2000 tenia 8.491 habitants.

## Demografia
Segons el cens del 2000, South Boston tenia 8.491 habitants, 3.502 habitatges, i 2.185 famílies. La densitat de població era de 268,3 habitants per km².
Dels 3.502 habitatges en un 29% hi vivien nens de menys de 18 anys, en un 39% hi vivien parelles casades, en un 20% dones solteres, i en un 37,6% no eren unitats familiars. En el 34,9% dels habitatges hi vivien persones soles el 16,3% de les quals corresponia a persones de 65 anys o més que vivien soles. El nombre mitjà de persones vivint en cada habitatge era de 2,26 i el nombre mitjà de persones que vivien en cada família era de 2,9.
Per edats la població es repartia de la següent manera: un 23,7% tenia menys de 18 anys, un 6,7% entre 18 i 24, un 25,1% entre 25 i 44, un 23,9% de 45 a 60 i un 20,6% 65 anys o més.
L'edat mediana era de 41 anys. Per cada 100 dones de 18 o més anys hi havia 73,4 homes.
La renda mediana per habitatge era de 25.964 $ i la renda mediana per família de 34.848 $. Els homes tenien una renda mediana de 28.212 $ mentre que les dones 20.371 $. La renda per capita de la població era de 15.872 $. Entorn del 15,3% de les famílies i el 20,4% de la població estaven per davall del llindar de pobresa.

## Poblacions més properes
El següent diagrama mostra les poblacions més properes.